# 조이 로렌

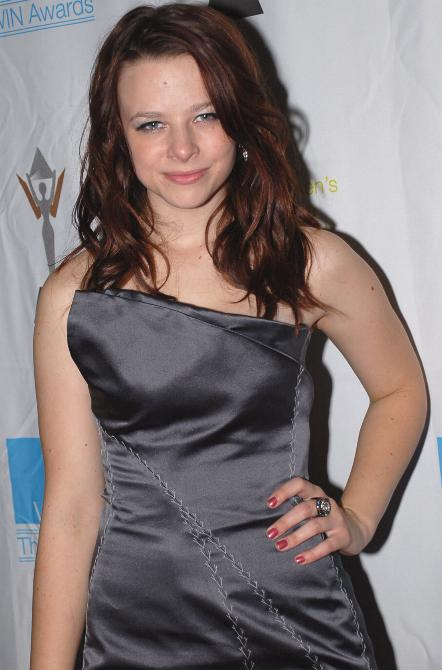

조이 로렌(Joy Lauren, 1989년 10월 18일 ~ )는 미국의 배우, 텔레비전 배우, 영화배우이다.
애틀랜타에서 태어났다.

## 방송
- 위기의 주부들 시즌8
- 위기의 주부들 시즌7
- 위기의 주부들 시즌6
- 위기의 주부들 시즌5
- 위기의 주부들 시즌4

## 영화
- 하우스 오브 더스트 (2013년)
- 클로저 (2005년)
- 위기의 주부들 (2004년) - 다니엘 반 드 캠프 역